# Futbol a Uganda
El futbol és l'esport més popular a Uganda. És dirigit per la Federation of Uganda Football Associations.

## Història

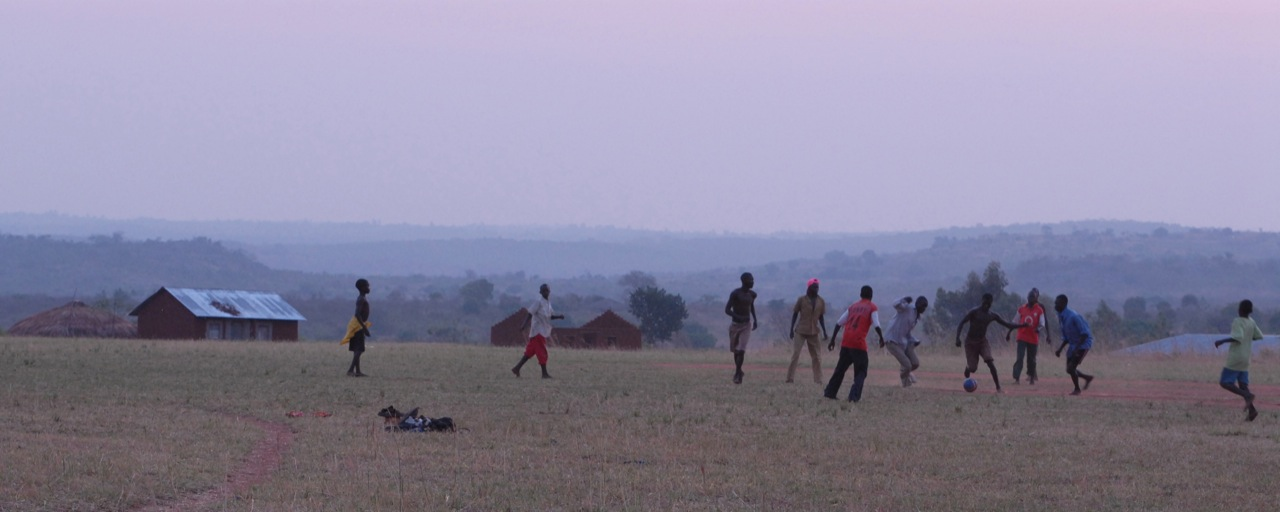
Joves jugant a futbol al Districte d'Arua.

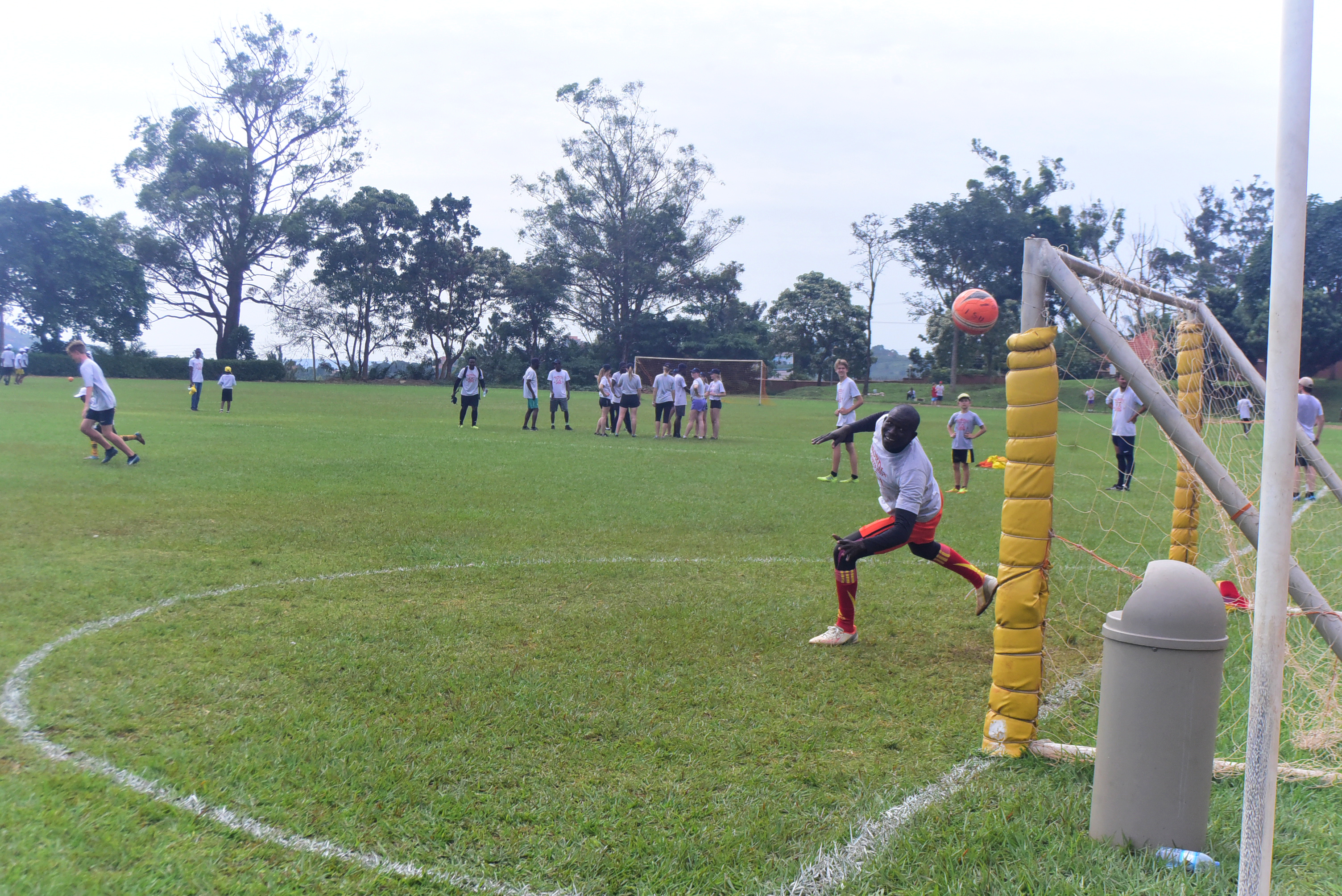
Entrenament de futbol a Uganda.

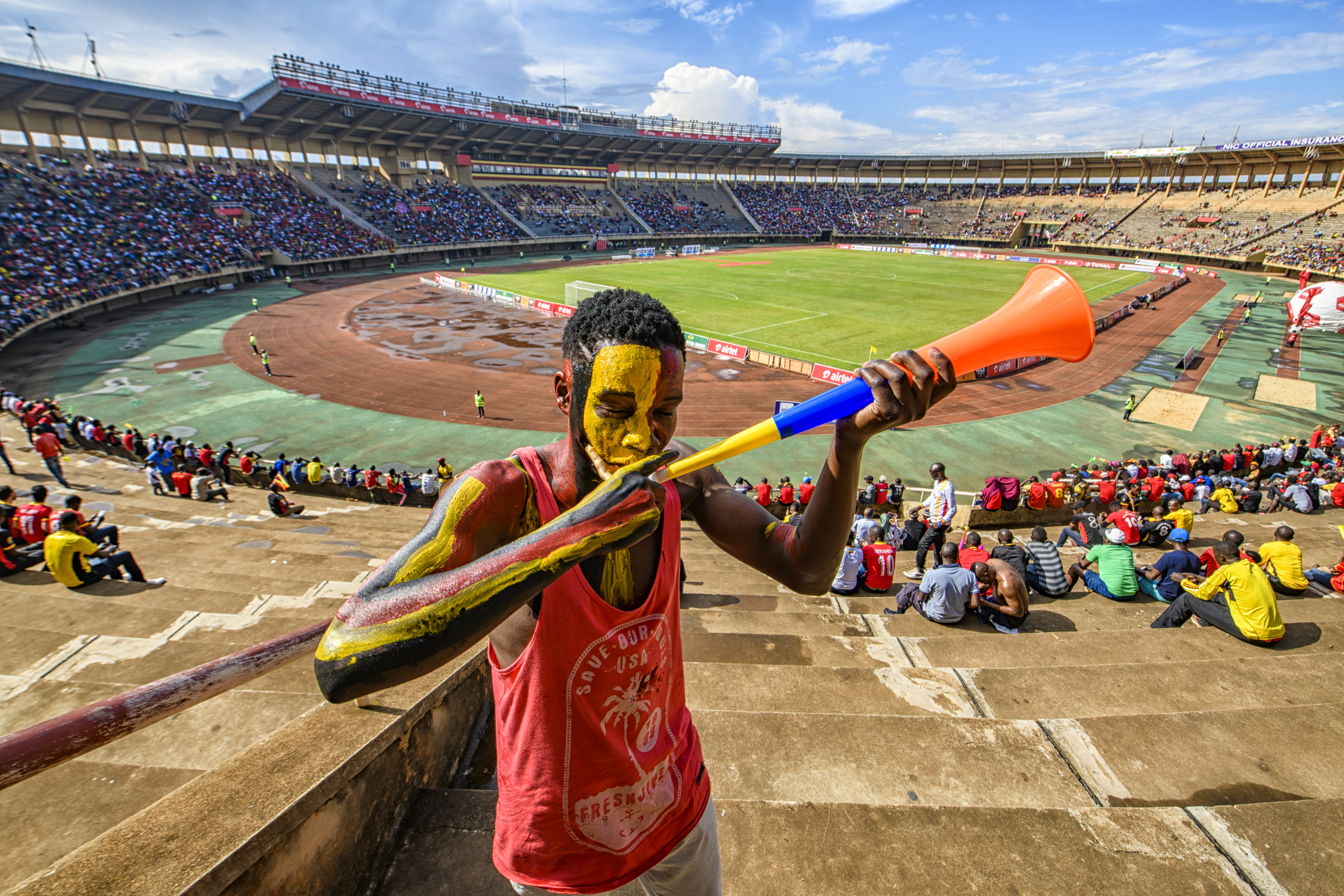
Seguidor de la selecció a l'estadi Nacional Mandela.

A finals del segle xix el futbol és introduït a les principals ciutats portuàries d'Àfrica de l'Est, expandint-se cap a l'interior amb l'establiment del ferrocarril, escoles missioneres o bases militars britàniques. Entre els missioners destacaren Robert Henry Walker, George Lawrence Pilkington i Alexander Gordon Fraser. Dels tres, R. H. Walker va fer enviar una pilota de futbol, des d'Anglaterra l'any 1897.
L'escola King’s School Budo es posà al front del desenvolupament del futbol a Uganda, i creà el primer club de futbol, el Budo Old Boys l'any 1909. El 1927 es convertí en United Old Budonians Club.
La Kampala Football Association (KFA) es creà el 1924 i a continuació creà la Kabaka's Cup. A finals dels 40 la federació esdevingué Uganda FA i el 1968 es convertí en FUFA.

## Competicions
- Lligues:
  - Uganda Premier League
  - FUFA Big League (segona divisió)
- Copes:
  - Copa ugandesa de futbol
  - Supercopa ugandesa de futbol

## Principals clubs
Clubs amb més títols nacionals a 2019.
- Villa Sports Club
- Kampala Capital City Authority FC
- Express Football Club
- Uganda Revenue Authority SC
- Simba Football Club
- Vipers SC
- Maroons FC
- Coffee United SC
- Police FC
- Nile Breweries FC
- Uganda Commercial Bank FC
- Mbale Heroes FC
- Victors FC
- Proline FC

## Jugadors destacats
Fonts:
Des de 1960
- Parry Oketch

Des de 1970
- Ahmed Doka
- Mike Kiganda
- Jimmy Kirunda
- Francis Kulabigwo
- Tom Lwanga
- Stanley Mubiru
- Ashe Mukasa
- Sam Musenze
- Moses Nsereko
- Denis Obua
- Polly Ouma
- Edward Eddy Semwanga
- Paul Ssali

Des de 1980
- Paul Hasule
- Godfrey Kateregga
- Phillip Omondi

Des de 1990
- Majid Musisi

Des de 2000
- David Obua
- Denis Onyango
- Ibrahim Sekagya

Des de 2010
- Emmanuel Okwi
- Geoffrey Sserunkuma

## Principals estadis

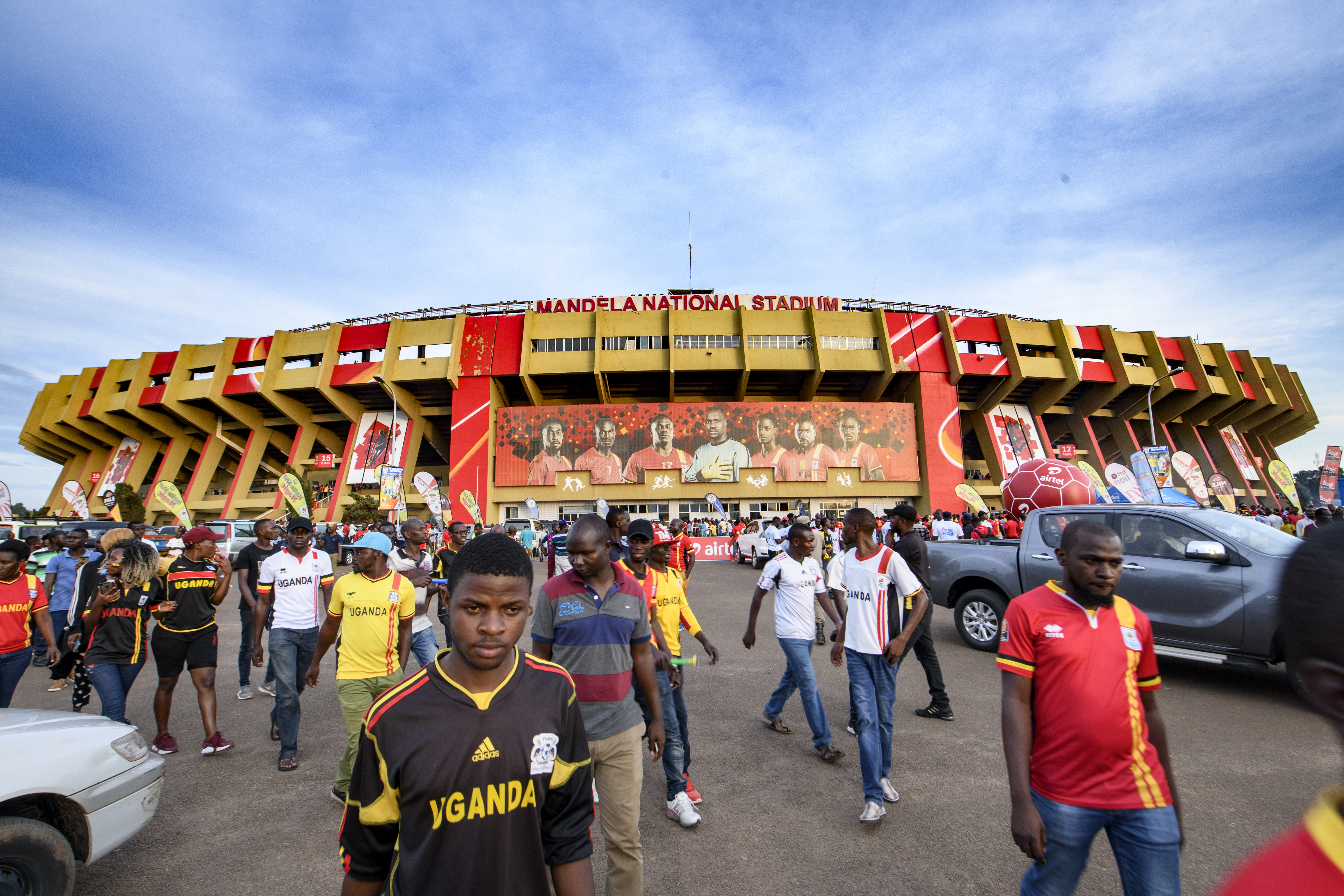
Mandela National Stadium.

| # | Estadi                  | Capacitat | Ciutat    |
| - | ----------------------- | --------- | --------- |
| 1 | Estadi Nacional Mandela | 50.000    | Kira Town |
| 2 | Estadi Nakivubo         | 30.000    | Kampala   |
| 3 | Estadi Mutesa II        | 20.000    | Kampala   |